# Sansan
Sansan株式会社（サンサン 英: Sansan, Inc.）は、法人向け及び個人向けの名刺管理サービスを提供する日本の株式会社。本社を東京都渋谷区に置く。
2018年現在、法人向け名刺管理サービスの「Sansan」は、国内市場において導入企業7000社、シェア82%で6年連続1位。

## 沿革
- 2007年（平成19年）
  - 6月 - 寺田親弘が名刺管理サービスを提供することを目的として、東京都新宿区に三三株式会社を設立[6]。
  - 9月 - 法人向けサービス「LinkKnowledge」を提供開始[6]。
- 2008年（平成20年）10月 - 本社を東京都千代田区四番町に移転[6]。
- 2010年（平成22年）11月 - 本社を東京都千代田区九段南に移転[6]。
- 2012年（平成24年）2月 - 個人向けサービス「Eight」を提供開始[6]。
- 2013年（平成25年）
  - 8月 - 法人向けサービスの名称を「LinkKnowledge」から「Sansan」へ変更[6]。
  - 10月 - 現地でのSansan事業の展開を目的として、アメリカ合衆国デラウェア州に子会社Sansan Corporation（現・連結子会社）を設立[6]（2023年10月清算[7]）。
- 2014年（平成26年）3月 - 本社を東京都渋谷区神宮前に移転。Sansan株式会社へ社名変更[6]。
- 2015年（平成27年）10月 - 現地でのSansan事業の展開を目的として、シンガポールに子会社Sansan Global PTE. LTD.（現・連結子会社）を設立[6]。
- 2019年（令和元年）6月 - 東京証券取引所マザーズに新規上場[6]。
- 2020年（令和2年）
  - 5月 - インボイス管理サービス「Bill One」を提供開始[7]。
  - 8月 - ログミー株式会社を子会社化[7]。
- 2021年（令和3年）1月 - 東京証券取引所市場第一部へ市場変更[8]。
- 2022年（令和4年）1月 - 契約データベース「Contract One」提供開始[7]
- 2023年（令和5年）
  - 3月 - クリエイティブサーベイ株式会社（現・ナインアウト株式会社）を子会社化[7]。
  - 4月 - フィリピンにSansan Global Development Center, Inc.を設立[7]
  - 6月 株式会社言語理解研究所を子会社化[7]。
- 2024年（令和6年）
  - 4月 - Sansan Global (Thailand) Co., Ltd.を設立[7]
  - 9月 - 本社を現在地（Shibuya Sakura Stage）に移転[9]

## テレビCM
2013年8月より法人向け名刺管理サービスなどのテレビCMを放映しており、2025年5月現在で延べ21作が放映されている。

### タイトル
Sansan（名刺管理サービス）
第1弾 「面識アリ」 篇
第2弾 「面識アリ その後」篇
第3弾 「面識アリ 2015」また、やられた篇
第4弾 「面識アリ 2016」お前にやられた篇
第5弾 「面識アリ 2017」上にやられた篇
第6弾 「面識アリ 2018」また、上にやられた篇
第7弾 「面識アリ 2019」 まるごとやられた篇
第7.5弾 2020 春「自宅でやられた」篇
第8弾 Sansan2020「遠隔でやられた」篇
第9弾 Sansan2021「ゴルフでやられた」篇
第10弾 Sansan2022「変化にやられた」篇
第11弾 Sansan2025「うっかりにやられた」篇
Bill One（クラウド請求書受領サービス）
第1弾 Bill One「解せない」篇
第2弾 Bill One「いざインボイス」篇
第3弾 Bill One「いざ電帳法」篇
第4弾 Bill One「異動でやられた」篇
第5弾 Bill One「会社員と、急な○○」シリーズ（「会社員と、急な備品」篇 / 「会社員と、急な出張」篇 / 「会社員と、急な会食」篇）
Contract One（AI契約データベース）
第1弾 Contract One「確認します」篇
企業ブランドCM
第1弾 Sansan 2023 企業ブランドCM「新しい景色へ」篇

### 出演
- 部長 - 松重豊

全シリーズに出演。
- 課長 - 野間口徹

Bill One第5弾を除く全シリーズに出演。Bill One第4弾では営業部から経理部に異動となっていた。
- 若手社員→元社員→「FULL ISLAND」CEO - 満島真之介

「面識アリ」シリーズ本編は第4弾まで出演。第6弾はウエブ限定スピンオフ版、第7弾および第8弾はメイキングに出演。第7.5弾にて退職し起業したことが判明した。
Bill One第1弾で「FULL ISLAND」のCEOとして再び登場する。
- 社長→元社長 - 岩松了

Sansan第5弾、第6弾、第8弾に出演。第8弾では「純喫茶 元社長」のマスター。
- 新社長 - 大森南朋

Sansan第7弾に出演。
- 満島の部下 - 桜井ユキ

Bill One第1弾に出演。
- 若手社員 - ダウ90000（蓮見翔、飯原僚也、上原佑太、道上珠妃、忽那文香、園田祥太、吉原怜那、中島百依子）

Contract One第1弾に蓮見・飯原・上原・道上・忽那が、Bill One第5弾に蓮見・園田・吉原が、Sansan第11弾に中島が出演。蓮見は企業ブランドCM第1弾にも出演。